# Santiago Martín (sacerdote)
Santiago Martín Rodríguez (Vallecas, Madrid, 24 de febrero de 1954) es un sacerdote católico, escritor y periodista español. Es el fundador de la congregación católica Los Franciscanos de María, además es colaborador del canal católico EWTN. 

## Biografía
Es licenciado en Biología, Teología Moral y Periodismo. Se ordenó sacerdote en 1979, siendo miembro de la tercera orden regular de San Francisco (Terciarios). Dejó la orden en 1988 para fundar los Franciscanos de María. Además es consultor del Pontificio Consejo para la Familia.
Su amistad con el cardenal Suquía, entonces arzobispo de Madrid (bajo cuyo amparo había tomado la decisión de abandonar la orden), que lo acogió entre su clero, y el sacerdote-periodista, José Luis Martín Descalzo, que lo llevó de ayudante al ABC y a Televisión Española supuso el inicio de una nueva etapa. Trabajó durante catorce años al frente de la sección de Religión del diario «ABC» de Madrid. Sin embargo, su popularidad llegó con un programa en Televisión Española, «Testimonio». Escribe en el diario La Razón y colabora con la cadena católica de televisión EWTN.

## Obra
- Testigos de la hora décima (1991)
- La pasión de Cristo (1992)
- La oscuridad luminosa: huellas de Dios en la cultura contemporánea (1994)
- Oraciones para vivir en la calle (1994)
- Para qué sirve la fe (1995)
- Hacia una espiritualidad solidaria (1995)
- Testimonio (1997)
- Oraciones para recuperar la esperanza (1997)
- Oraciones para vivir con amor (1998)
- El evangelio secreto de la Virgen María (1999)
- El silencio de Dios (1999)
- Los santos protectores (1999)
- Las confesiones del joven Dios (1999)
- Vida de María (2000)
- María, camino de perfección (2001)
- El suicidio de san Francisco (2001)
- Juan Pablo II: el Papa de la esperanza (Homenaje a San Juan Pablo II) (2002)
- Breve catequésis sobre la fe (2003)
- El camino de la felicidad: El agradecimiento como terapia cristiana de sanación espiritual (2007)
- La última aparición de la Virgen: ¿Ha llegado el final para la Iglesia Católica? (2008)